# Apple Park

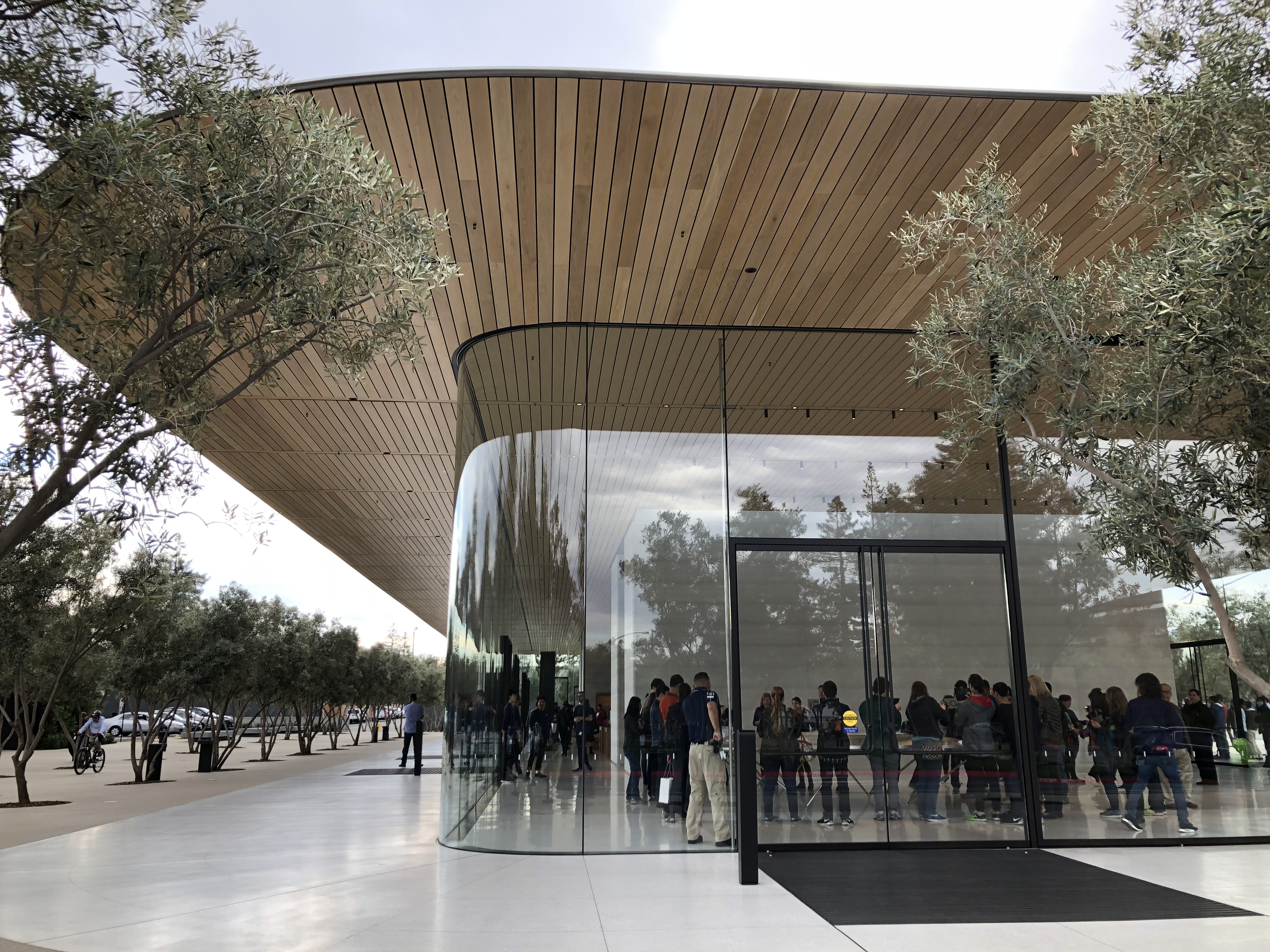
Návštěvnické centrum komplexu Apple Park v listopadu 2017

Apple Park (nebo také Apple Campus 2) je sídlo firmy Apple Inc. nacházející se v kalifornském Cupertinu na západním pobřeží Spojených států amerických. Pro část zaměstnanců bylo otevřeno v dubnu 2017 a k celkovému dokončení došlo v závěru stejného roku. Nahradilo sídlo firmy na adrese 1 Infinite Loop nazývající se Apple Campus. Apple Park (nebo také Apple Campus 2) je hlavní sídlo společnosti Apple, nacházející se v Cupertino v Kalifornii, USA. Pro zaměstnance byl částečně otevřen v dubnu 2017 a dokončen byl v závěru téhož roku. Nahrazuje předchozí centrálu Apple Campus na adrese 1 Infinite Loop.
Rozloha areálu činí přibližně 71 hektarů a hlavní budova pojme více než 12 000 zaměstnanců. Výrazným znakem kampusu je jeho prstencový tvar a důraz na ekologickou udržitelnost.

## Koncepce a architektura
Za vznikem kampusu stojí myšlenka spoluzakladatele společnosti Steva Jobse, který v roce 2006 oznámil městské radě v Cupertinu záměr vybudovat nový areál. Vize byla vytvořit prostředí připomínající přírodní rezervaci spíše než klasický byznys park.
Návrh připravilo architektonické studio Foster+Partners pod vedením Normana Fostera ve spolupráci s tehdejším šéfdesignerem Applu Jonym Ivem. Výstavba začala v roce 2014 a byla dokončena v roce 2017.

## Hlavní budova
Hlavní budova je tvořena čtyřmi nadzemními a třemi podzemními podlažími, má průměr přibližně 461 metrů a obvod téměř 1 465 metrů. Je postavena z velkoplošného zakřiveného skla, které poskytuje přirozené světlo a výhledy do okolní zeleně.
Uprostřed stavby se nachází 12hektarový vnitřní park s jezírkem, ovocnými stromy, bylinkovou zahradou a klikatými cestami. Celý komplex využívá podzemní komunikace a garáže, aby povrchová část byla co nejvíce zelená a otevřená.

## Energetická účinnost a udržitelnost
Apple Park patří mezi nejenergetičtěji kampusy světa a získal certifikaci LEED. Na střeše hlavní budovy je rozmístěno přes 17 megawattů solárních panelů, které pokrývají až 75% denní spotřeby elektrické energie. Další 4 megawatty jsou generovány pomocí palivových článků Bloom Energy.
Budova využívá přirozené větrání, a díky propracované ventilaci není po většinu roku potřeba klimatizace. Na zavlažování okolní vegetace se používá recyklovaná voda.

## Krajina a zeleň
Přibližně 80% plochy kampusu tvoří zeleň. Celkem bylo vysazeno více než 9 000 stromů ve 309 různých druzích, mezi nimiž jsou jabloně, meruňky, třešně, švestky a duby. Výsadbu a péči o krajinu vedl arborista Dave Muffly.
Zajímavostí je, že většina původních stromů musela být nahrazena, protože nebyly vhodné pro nové prostředí. Apple dokonce zakoupil opuštěnou vánoční plantáž v Mohavské poušti pro potřeby sadby.

## Výstavba
Výstavbu hlavní budovy realizovala firma Holder Construction ve spolupráci s Rudolph and Sletten. Na projektu pracovalo více než 13 000 lidí. Skleněné fasádní panely dodaly bavorské společnosti Josef Gartner a Sedak.
Apple kladl mimořádný důraz na kvalitu a detail – veškeré interiérové dřevo bylo vybráno z jednoho druhu javoru, a například návrh klik u dveří trval více než rok.

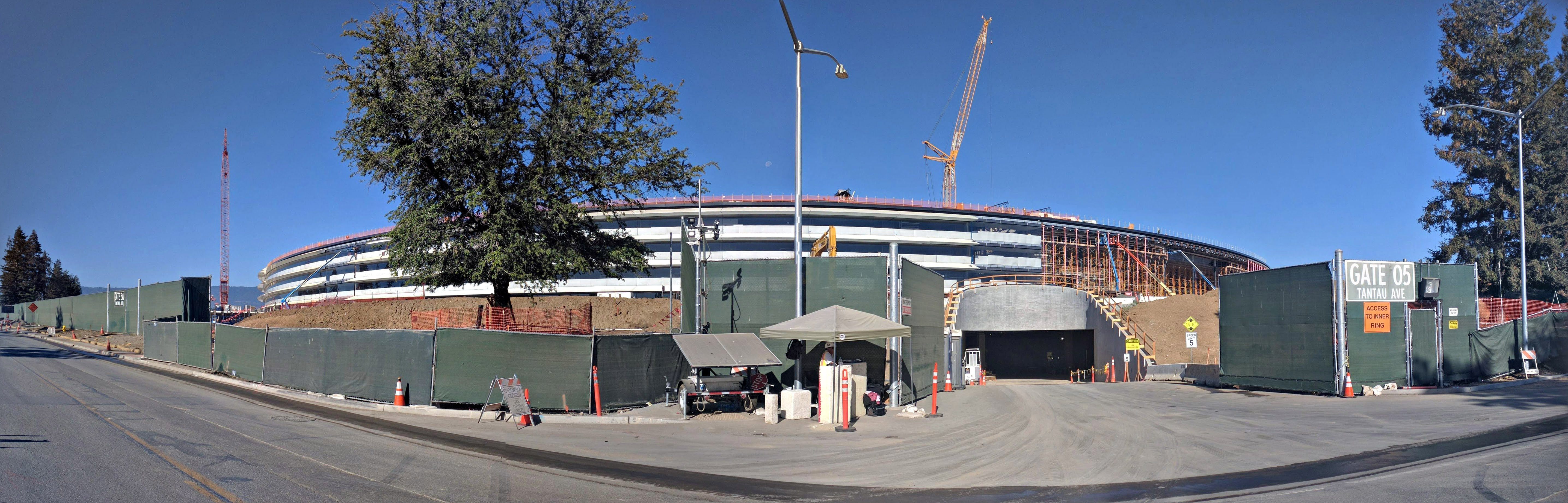
Apple Park

## Klíčové objekty
- Steve Jobs Theater: podzemní posluchárna s kapacitou 1 000 míst, využívaná pro prezentace produktů. Nadzemní část tvoří válcovitá hala s prosklenými stěnami a uhlíkovou střechou.[7]
- Fitness centrum: 9 300 m² se šatnami, sprchami, místnostmi pro skupinová cvičení a dalšími službami.[8]
- Vývojové centrum: dvě 28 000m² budovy určené pro design a výzkum.
- Návštěvnické centrum (Apple Park Visitor Center): otevřeno veřejnosti 17. listopadu 2017, obsahuje Apple Store s exkluzivním zbožím, kavárnu, výstavní prostor a vyhlídku.
- Developer Center: otevřen v červnu 2022 během WWDC, určený pro vývojáře, nachází se naproti návštěvnickému centru.[9]

## Doprava
Parkování je zajištěno ve dvou vícepatrových garážích a podzemních prostorách, které dohromady pojmou až 14 200 aut. Pro elektromobily je k dispozici 700 nabíjecích stanic. Na území kampusu se lze pohybovat pěšky nebo na kole – zaměstnanci mají k dispozici 1 000 kol a areál obsahuje několik kilometrů stezek.

## Historická stodola
Na pozemku se nachází stodola z roku 1916 známá jako Glendenning Barn. Byla rozebrána a znovu sestavena, aby byla zachována jako historický objekt. Slouží jako sklad pro údržbu a nářadí.

## Přijetí a kritika
Apple Park si vysloužil obdiv pro svou vizionářskou architekturu, ale také kritiku. Urbanisté poukazují na nevhodné umístění v příměstské oblasti bez dostupné hromadné dopravy. Kritizován byl i perfekcionismus Applu, který zpomaloval proces výstavby.
V roce 2018 média upozornila na několik případů, kdy zaměstnanci utrpěli zranění po nárazu do čirých skleněných stěn. Apple také čelil kritice za absenci denních zařízení pro děti zaměstnanců.

## Galerie

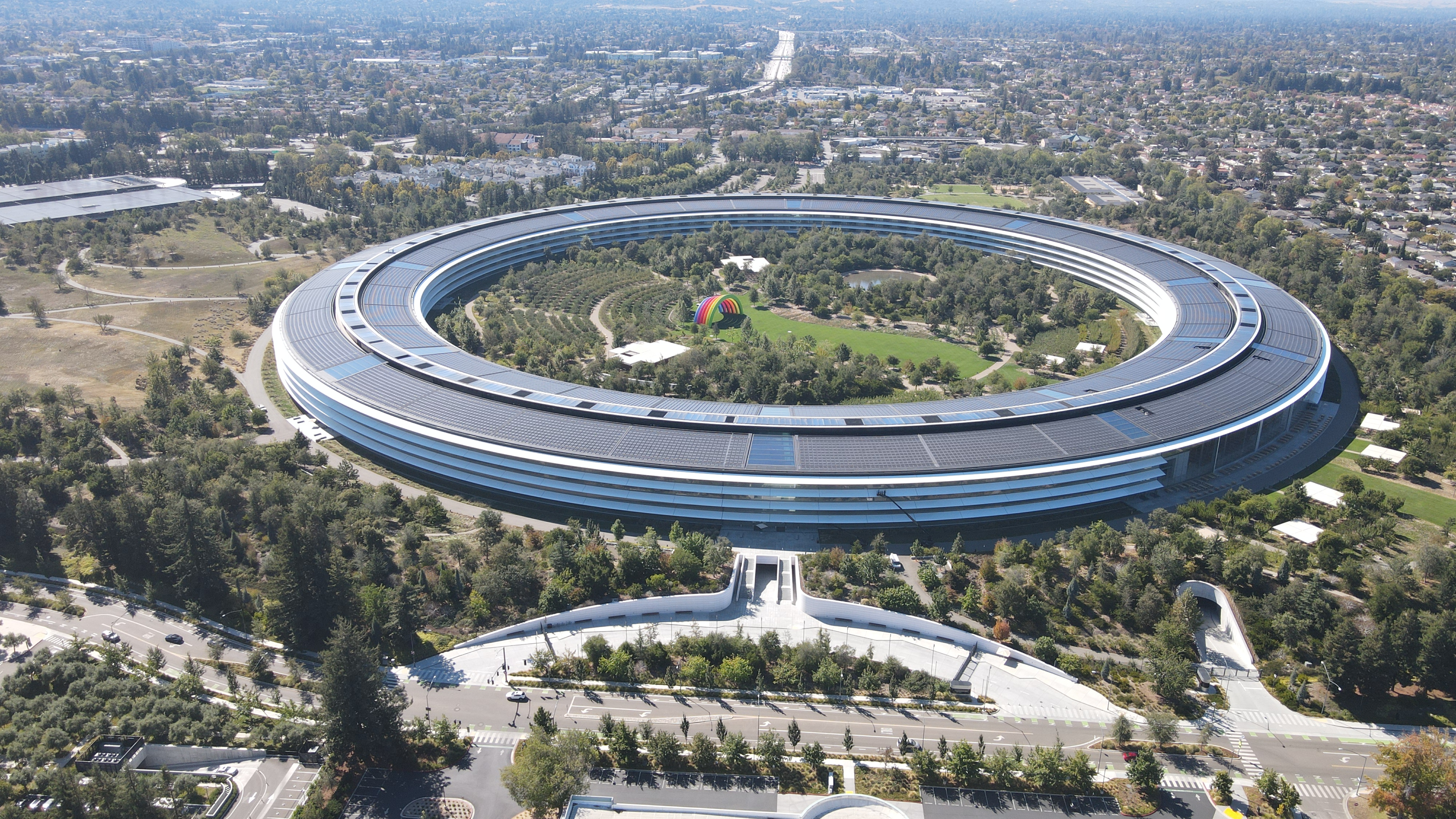
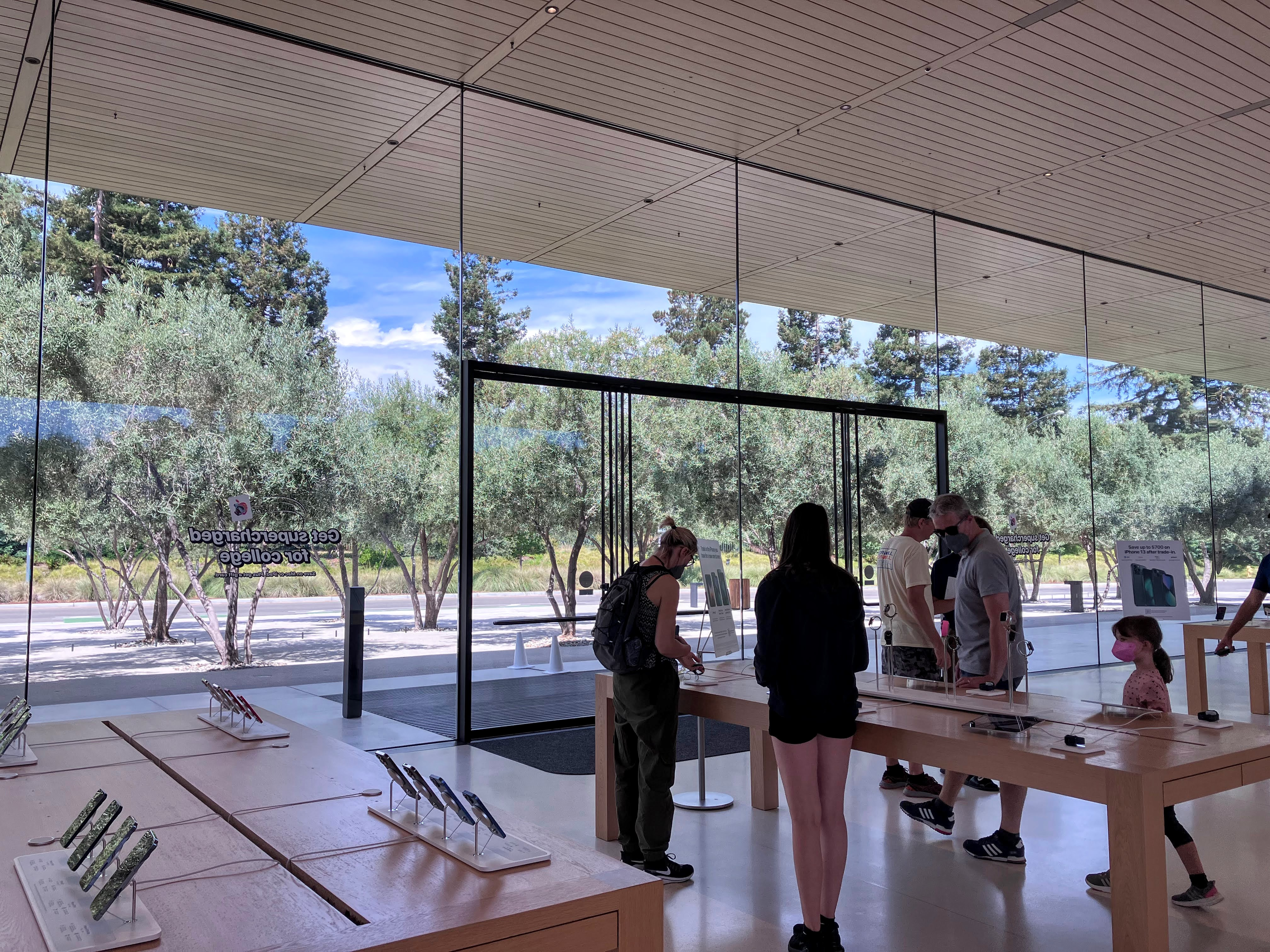
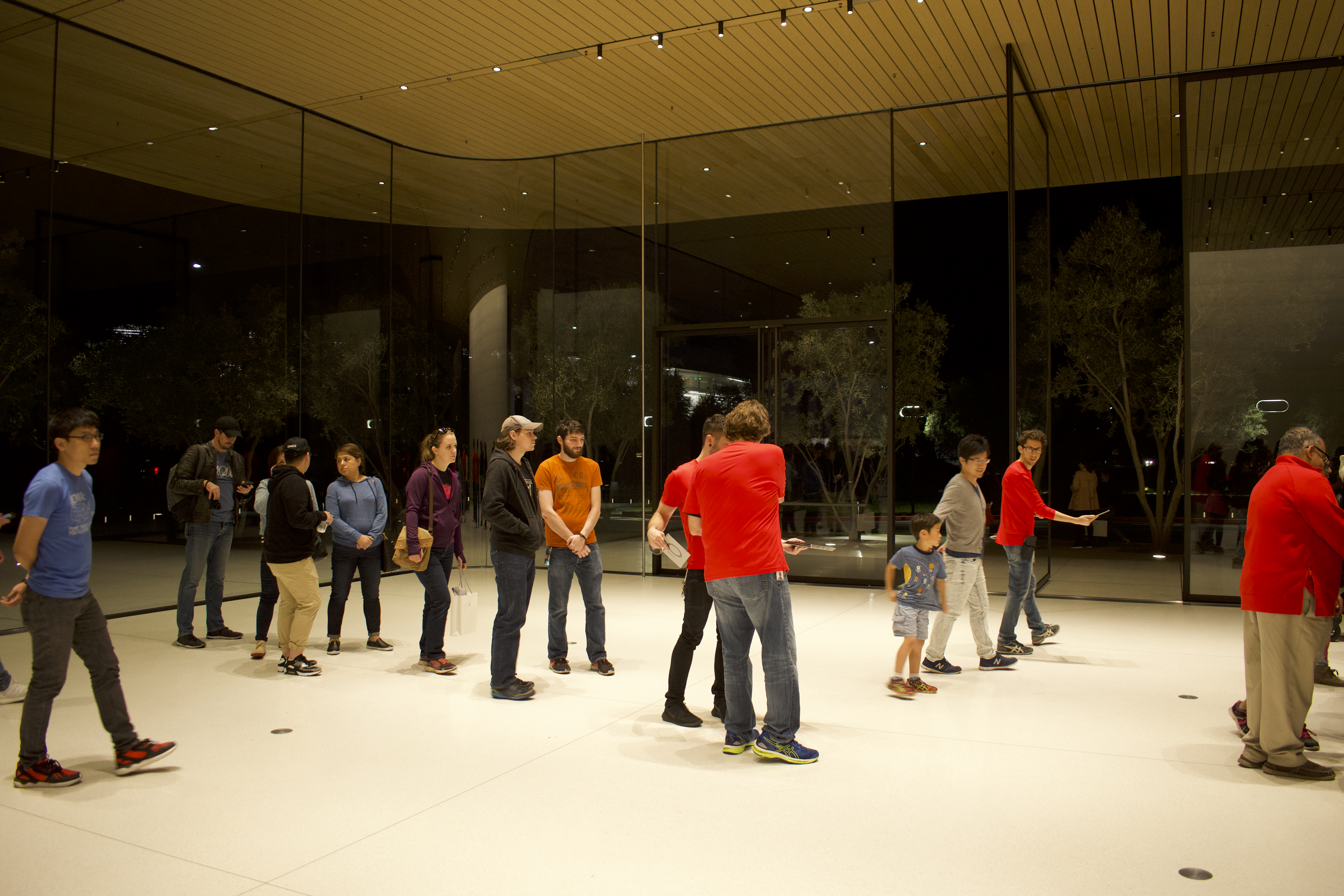
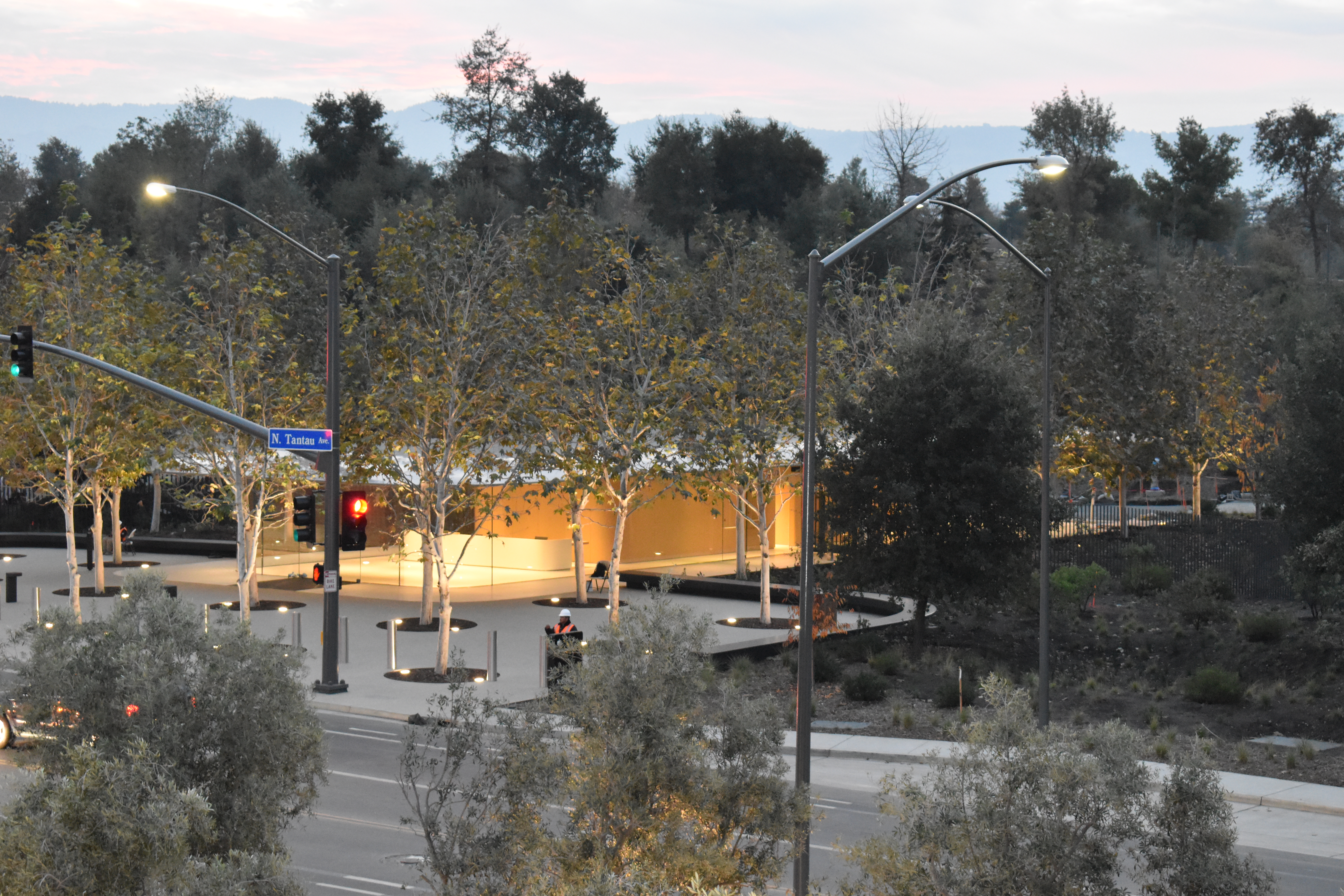
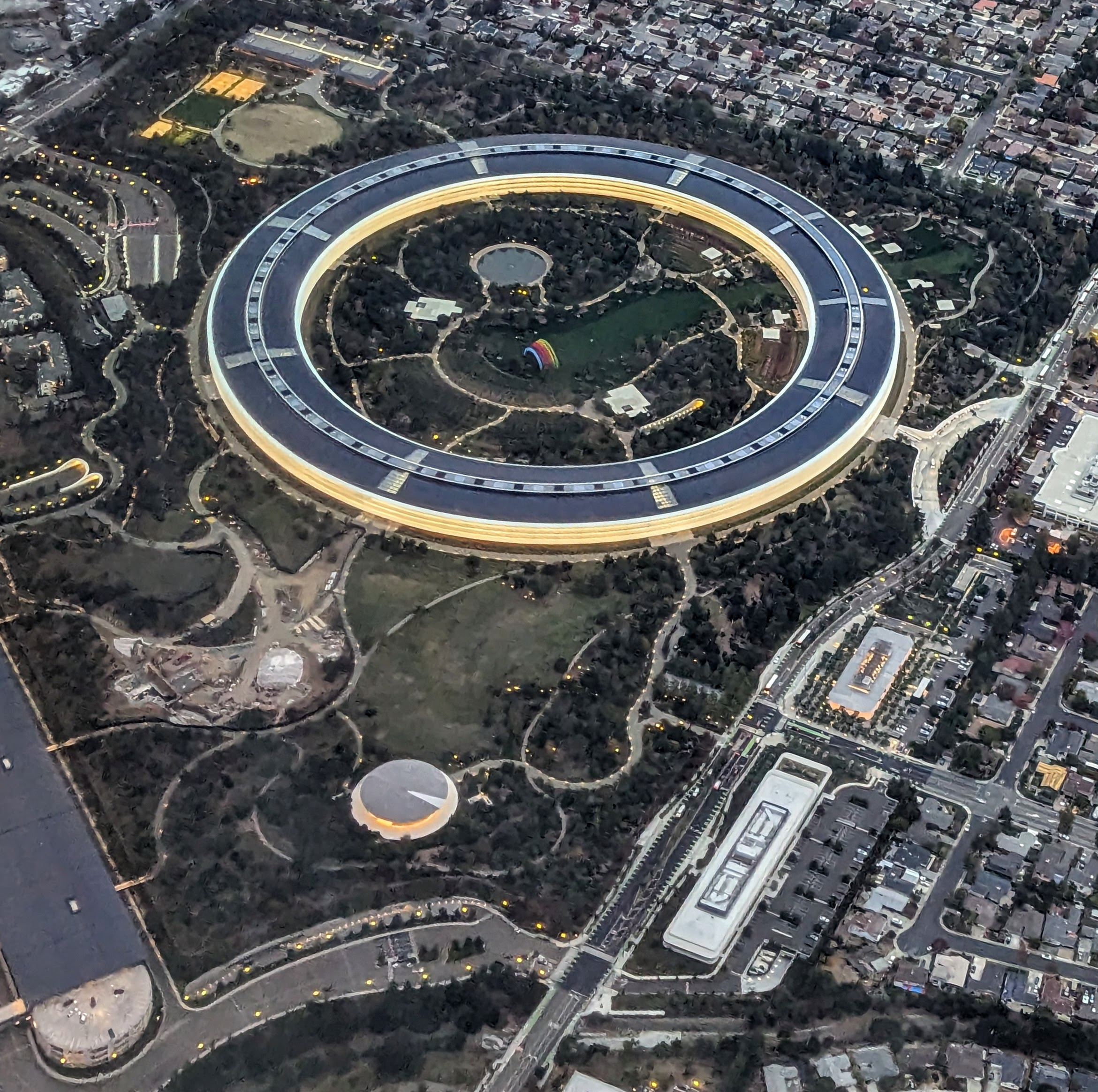